# Fenimore Chatterton

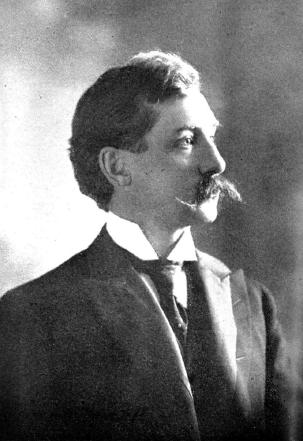
Fenimore Chatterton (1903)

Fenimore Chatterton (* 21. Juli 1860 im Oswego County, New York; † 9. Mai 1958 in Cheyenne, Wyoming) war ein US-amerikanischer Politiker (Republikanische Partei) und sechster Gouverneur des Bundesstaates Wyoming.

## Leben
Nach dem Besuch öffentlicher Schulen in Washington, D.C. begann Chatterton zunächst ein Studium an der Columbian University, ehe er seinen Abschluss an der Millersville State Normal School in Lancaster (Pennsylvania) machte. Nachdem er sich 1878 im Wyoming-Territorium niedergelassen hatte, wurde er Buchhalter in einem Handels- und Bankunternehmen. Im Laufe der Zeit wurde Chatterton selbst erfolgreicher Geschäftsmann, was ihm auch den Beginn einer politischen Laufbahn ermöglichte, die er 1888 als Kämmerer und Nachlassrichter (Probate Judge) im Carbon County begann. Nach dem Abschluss eines Studiums der Rechtswissenschaften an der University of Michigan 1892 war er auch als Rechtsanwalt tätig.
1890 sowie 1893 wurde Chatterton zum Mitglied des Senats von Wyoming gewählt, scheiterte jedoch 1894 bei der Kandidatur als US-Senator. 1898 erfolgte dann seine Wahl zum Secretary of State von Wyoming. Als solcher war er nach seiner Wiederwahl 1902 von Januar 1899 bis Januar 1907 im Amt. Als Secretary of State war er insbesondere Vertreter des Gouverneurs, so dass er nach dem Tod von DeForest Richards, mit dem er 1898 gemeinsam Wahlkämpfe bestritt, am 28. April 1903 als dessen Nachfolger amtierender Gouverneur wurde. Dieses Amt behielt er bis zum Amtsantritt von Bryant B. Brooks am 2. Januar 1905.
Als Gouverneur setzte sich Chatterton für den Bau von Eisenbahnen und Bewässerungssystemen ein, lehnte andererseits aber eine Erweiterung von Waldreserven sowie des Yellowstone-Nationalparks ab. Während seiner Amtszeit kam es zum Prozess und am 20. November 1903 zur umstrittenen Hinrichtung von Tom Horn, dem Auftragsmorde an Viehdieben vorgeworfen wurden. Möglicherweise führte dies aufgrund des Rechtsverständnisses von Viehbesitzern dazu, dass 1904 die Nominierung zur Wiederwahl von Chatterton als Gouverneur scheiterte, da dieser die Aufhebung des Todesurteils ablehnte.
Nach seinem Ausscheiden aus dem Amt des Staatssekretärs am 2. Januar 1907 ließ Chatterton sich als Rechtsanwalt nieder und war daneben bis zum Eintritt in den Ruhestand 1932 unter anderem Mitglied der Kommission für den öffentlichen Dienst (Public Service Commission).